# Hans Imfeld
Le colonel Hans Imfeld, né le 21 juin 1902 à Sarnen et mort assassiné le 3 juillet 1947 à Saïgon (Indochine française), est un officier colonial français d'origine suisse, commissaire de la République française au Laos, tué dans un attentat du Việt Minh.

## Biographie
Hans Imfeld est l'aîné de trois garçons d'une famille catholique de Sarnen du canton d'Obwald. Après son diplôme de fin d'études secondaires (maturité), il se rend en France en 1922 dans le but de faire une carrière militaire dans les troupes coloniales de l'armée française. Il obtient la nationalité française en 1925. Après avoir étudié à l'École de l'artillerie de Poitiers et à celle de Fontainebleau, il est envoyé en Afrique du Nord.
En 1932, Imfeld est transféré en Indochine française où il sert dans différents postes du service de géographie militaire et dans les troupes d'artillerie. En 1937, il fait partie d'une mission topographique au Liban mandataire. Pendant ces années, il compte parmi les experts reconnus de la région du Sud-Est asiatique.
L'occupation japonaise en 1945 en Indochine coupe la colonie de la métropole. Elle est encore sous administration de fonctionnaires placés par le régime de Vichy sous la direction du gouverneur général Jean Decoux. Imfeld demeure loyal vis-à-vis de l'administration française, mais finalement ses idéaux gaullistes le font traverser la frontière chinoise au début du mois d'octobre 1943. Il se rend à Kunming pour rejoindre les Forces françaises libres. L'administration vichyssoise le fait donc condamner à mort par contumace par un tribunal de Hanoï.
Le 26 février 1945, il est parachuté au-dessus du Tonkin afin d'organiser comme agent la résistance contre les Japonais. Le 9 mars suivant, le coup de force japonais durcit la donne. Des milliers de Français sont emprisonnés et des fonctionnaires sont fusillés. Imfeld qui se trouve alors à Hanoï parvient à échapper à l'attaque japonaise et se rend au début du printemps dans le nord du Laos. Il prend désormais le commandement des derniers groupes de guérilla pro-français dans le nord-ouest du pays. Fin août, la domination japonaise en Indochine s'effondre et les troupes franco-laotiennes entrent à Luang Prabang sans combattre. Le roi Sisavang Vong, qui était extrêmement francophile et n'avait proclamé l'indépendance que sous la pression japonaise, reçoit Imfeld avec tous les honneurs et assure sa fidélité à la France. Imfeld renforce quant à lui sa position ; il est nommé par le général de Gaulle commissaire de la République au Laos et devient ainsi le plus haut représentant de la France au Laos.
Le gouvernement laotien à Vientiane sous le prince Phetsarath, cependant, continue à lutter pour l'indépendance et s'oppose au roi. Pendant ce temps, les premières troupes de la Chine nationaliste arrivent à Luang Prabang fin septembre, le nord de l'Indochine ayant été déclaré zone d'occupation chinoise lors de la Conférence de Potsdam. Les soldats chinois désarment Imfeld et ses hommes et les placent en résidence surveillée. En dehors de cela, ils se limitent à sécuriser la récolte d'opium et se tiennent à l'écart des développements politiques ultérieurs. Les troupes du mouvement indépendantiste Lao Issara entrent dans Luang Prabang en novembre. Les conditions d'Imfeld et de ses hommes deviennent de pire en pire. Lorsque la nourriture ne leur est finalement plus disponible, ils sont contraints de demander à leurs gardes chinois de les évacuer vers la Thaïlande par le Mékong le 4 janvier 1946.
Les troupes françaises venant du sud remportent la victoire contre les indépendantistes appuyés par les communistes en mars 1946 et restaurent la puissance française en mai. Le roi Sisavang Vong est récompensé pour sa loyauté envers la France et est confirmé en tant que roi de tout le Laos.
En avril 1946, le colonel Imfeld est remplacé par Jean de Raymond en tant que commissaire de la République française pour le Laos. Il se rend à Saïgon par la Thaïlande et devient commandant militaire du Pays Taï au nord-ouest du Vietnam ; en octobre 1946, il est parachuté à Điện Biên Phủ. Alors qu'Imfeld tente de ramener les peuples des Montagnards aux côtés de la France, le conflit avec les troupes d'Hô-Chi-Minh s'intensifie dans les plaines à la fin de 1946 et la guerre d'Indochine éclate. Un peu plus tard, Imfeld retourne à Saïgon et prépare son retour en Europe. Mais le 3 juillet 1947, il est poignardé à mort par un terroriste du Việt-Minh. Sa dépouille est transférée en 1949 en Suisse dans sa commune natale de Sarnen,.

## Distinctions
Le colonel Imfeld est nommé pour son action au Laos chevalier de la Légion d'honneur et grand officier de l'Ordre du Million d'Éléphants et du Parasol blanc. La ville de Limoges, où il habité un temps, lui dédie la rue du Colonel-Imfeld.

## Postérité
Le colonel Imfeld écrit en quatre cahiers un Journal en 1945-1946 de 800 pages environ. Ses archives sont léguées par sa famille aux archives cantonales de l'Obwald. L'auteur suisse Carlo von Ah, dont la famille connaissait la famille Imfeld et qui a assisté enfant à ses funérailles, publie un livre biographique basé sur ces documents en 2013 et intitulé Durch Dschungel und Intrigen (À travers la jungle et les intrigues),.